# قطعنامه ۲۰۵ شورای امنیت
قطعنامه ۲۰۵ شورای امنیت سازمان ملل متحد که در تاریخ ۲۲ مه ۱۹۶۵ تصویب شد، سندی بین‌المللی دربارهٔ وضعیت در جمهوری دومینیکن است. این قطعنامه طی نشست ۱۲۱۷ام
با ۱۰ موافق،۰ مخالف و۱ ممتنع تصویب شد.